# Dicranomyia globithorax
Dicranomyia globithorax är en tvåvingeart. Dicranomyia globithorax ingår i släktet Dicranomyia och familjen småharkrankar.

## Underarter
Arten delas in i följande underarter:
- D. g. globithorax
- D. g. globulithorax